# Daniele Ratto
Daniele Ratto (Moncalieri, 5 de octubre de 1989) es un ciclista italiano. Se convirtió en profesional en 2010, con el equipo Carmiooro-NGC. 

## Carrera profesional
El 1 de mayo de 2010 ganó su primera victoria como profesional en el G. P. Industria y Artigianato-Larciano. Posteriormente, fichó por Geox-TMC, el nuevo equipo de Mauro Gianetti para la temporada 2011 como una futura promesa italiana.
En 2013 consiguió su mejor victoria como profesional al ganar la decimocuarta etapa de la Vuelta a España, con final en Andorra (Collada de la Gallina) en una jornada de alta montaña, frío y lluvia, tras meterse en la fuga buena del día y ser el único superviviente de dicha escapada en llegar a línea de meta.
En septiembre de 2016, anunció el final de su carrera deportiva con 27 años, al no encontrar equipo para la temporada 2017.

## Palmarés
2008
- Piccolo Giro de Lombardía

2010
- G. P. Industria y Artigianato-Larciano

2013
- 1 etapa de la Vuelta a España

## Resultados en Grandes Vueltas
| Carrera | Carrera         | 2010 | 2011 | 2012 | 2013 | 2014  | 2015 | 2016 |
| ------- | --------------- | ---- | ---- | ---- | ---- | ----- | ---- | ---- |
|         | Giro de Italia  | —    | —    | —    | —    | 126.º | —    | —    |
|         | Tour de Francia | —    | —    | —    | —    | —     | —    | —    |
|         | Vuelta a España | —    | —    | Ab.  | 95.º | —     | —    | —    |

—: no participa 

Ab.: abandono

## Equipos
- Carmiooro-NGC (2010)
- Geox-TMC (2011)
- Liquigas/Cannondale (2012-2014)
  - Liquigas-Cannondale (2012)
  - Cannondale Pro Cycling (2013)
  - Cannondale (2014)
- UnitedHealthcare (2015)
- Androni Giocattoli (2016)